# مجلس السجلات الأوروبي الوطني للنطاقات العليا

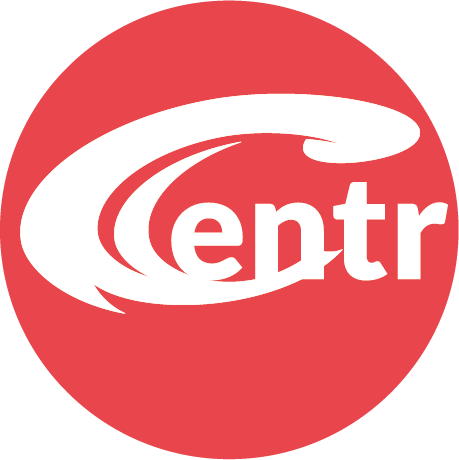
شعار مجلس سجلات النطاق الأعلى الوطنية الأوروبية

مجلس سجلات النطاق الأعلى الوطنية الأوروبية ( CENTR ) هو اتحاد سجلات النطاق الأعلى لرمز الدولة على الإنترنت الأوروبية ، مثل .de لألمانيا أو .si لسلوفينيا. يضم المجلس حاليًا 54 عضوًا كاملًا و 9 أعضاء منتسبين - معًا ،وهم مسؤولون عن أكثر من 80 ٪ من جميع أسماء النطاقات المسجلة في جميع أنحاء العالم. تتمثل أهداف المجلس في الترويج والمشاركة في تطوير معايير عالية وأفضل الممارسات بين سجلات ccTLD. العضوية الكاملة مفتوحة للمنظمات أو هيئات الشركات أو الأفراد الذين يقومون بتشغيل تسجيل نطاق المستوى الأعلى لرمز البلد.